# Ludwik Kulczycki

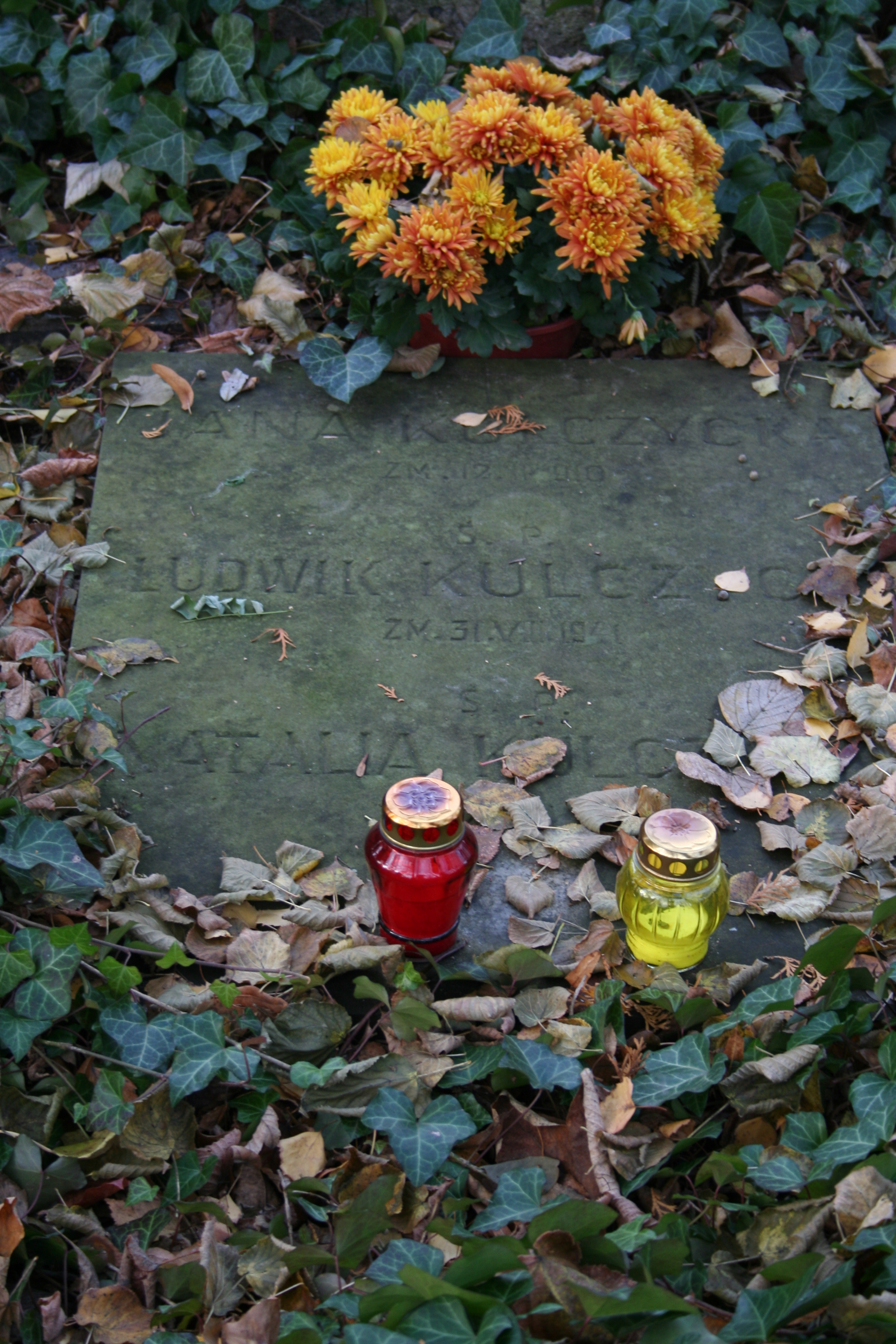
Grób Ludwika Kulczyckiego na warszawskim cmentarzu Powązkowskim

Ludwik Kulczycki (ur. 22 lipca 1866 w Warszawie, zm. 31 sierpnia 1941 w Warszawie) – polski socjolog i publicysta. Współzałożyciel i autor prac programowych II Proletariatu.

## Życiorys
Studiował w Warszawie i Genewie. Od 1894 członek PPS. Za udział w ruchu rewolucyjnym kilkukrotnie więziony (m.in. w Cytadeli Warszawskiej), a także i zesłany na Syberię wschodnią (1895-1899). W 1899 zbiegł do Lwowa, gdzie rozpoczął działalność publicystyczną i naukową. Zajął się socjologią, historią ruchów społecznych XIX wieku i zagadnieniami prawno-państwowymi. Utracił zaufanie współtowarzyszy i został odsunięty od władz partii. W 1900 dokonał secesji i utworzył III Proletariat, bardzo aktywny w latach 1904–1905. Po 1910 odszedł od ruchu socjalistycznego. W latach 1910–1914 działacz Polskiego Stronnictwa Postępowego w Galicji. W czasie I wojny światowej członek Naczelnego Komitetu Narodowego. W 1917 roku rozpoczął pracę w polskiej służbie państwowej pracując w departamencie spraw wewnętrznych i ministerstwie pracy i opieki społecznej. Był pracownikiem Biura Delegacji do Spraw Szkół Lekarsko-Dentystycznych Tymczasowej Rady Stanu. Profesor Szkoły Nauk Politycznych (1918–1932) i Wyższej Szkoły Dziennikarskiej (do 1924). Od 1920 związany z Narodową Partią Robotniczą. W latach 1924–1928 był dziekanem Wydz. Społeczno-Administracyjnego Wyższej Szkoły Nauk Społecznych i Ekonomicznych w Łodzi, nieformalnie będącej filią warszawskiej Szkoły Nauk Politycznych.
2 maja 1923 został odznaczony Krzyżem Oficerskim Orderu Odrodzenia Polski „w uznaniu zasług, położonych dla Rzeczypospolitej Polskiej na polu pracy społecznej i publicystycznej”.
Ludwik Kulczycki został pochowany na cmentarzu Powązkowskim w Warszawie (kw. 221-I-14/15).
Jego żoną była Natalia (zm. 1952), z którą miał syna Jerzego (1895-1919).

## Publikacje (wybór)
- Zarys podstaw socjologii ogólnej, (1900)
- Anarchizm współczesny, (1902)
- Współczesne prądy umysłowe i polityczne, (praca dwutomowa: 1902 i 1903)
- Historia ruchu socjalistycznego w zaborze rosyjskim (1905) (wydana pod pseudonimem Mieczysław Mazowiecki)
- Autonomia i federalizm, (1906)
- Narodowa Demokracja, (1907)
- Rewolucja rosyjska (praca dwutomowa: 1907 i 1910)
- Bankructwo Narodowej Demokracji w Galicji na tle obecnej sytuacji politycznej, (1911)
- Państwa centralne: Rosja a Polska, (1916)
- Francja, Anglia a Polska, (1916)
- Panslawizm a sprawa polska, (1916)
- Druga rewolucja rosyjska, (1917)
- Nauka o państwie, (1924)
- Prawo polityczne, (1930)